# Allan Cole
Allan Aloysius Cole Junior, mais conhecido como Allan Cole (Kingston, 14 de outubro de 1950), é um ex-futebolista jamaicano que atuava como atacante e jogou por clubes como Atlanta Chiefs, Náutico, entre outros clubes jamaicanos. Também atuou pela Seleção Jamaicana de Futebol, mas ficou conhecido também por sua amizade com o famoso cantor de Reggae Bob Marley como também foi seu empresário.

## Carreira
Allan Aloysius Cole Junior, ou só Allan Cole começou sua carreira no futebol ainda muito jovem na Jamaica, que é o quinto maior país insular do Caribe. Em 1962, com 12 anos de idade, Cole foi para o Kingston College, então uma potência no futebol colegial, que participava com seu time da “Copa Manning”, a principal competição esportiva do país. Mesmo sendo visto como um talento raro, nunca jogou na competição. A escola ganhou a Copa em 1965. Mas em 1964 ele havia se transferido para o Campion College, onde ficou por um ano.  Em 1965, quando tinha 15 anos foi jogar no Vere United, time que disputava a “Copa Dacosta”, onde foi o artilheiro com 38 gols. Graças as suas boas atuações foi convocado para a Seleção Jamaicana de Futebol, com apenas 16 anos, o que o consagrou como o jogador mais jovem a vestir a camisa da seleção nacional.
Em seu país, "Skill" Cole ainda foi campeão da National Premier League pelo Santos na temporada 1973/74, em seu retorno à Jamaica e também nos Estados Unidos jogando pelo Atlanta Chiefs em 1968, conquistando a North American Soccer League (NASL).

### Náutico
A chegada do atacante jamaicano em terras brasileiras se deu pelo acerto com o Náutico. A equipe alvirrubra estava em excursão pelos países caribenhos em 1971, entre os meses de outubro de novembro, os pernambucanos jogaram contra a Seleção de Trinidade e Tobago por três oportunidade em Porto da Espanha (1x3, 4x4 e 1x0), jogaram em Paramaribo contra o Ferhind-GUH, 0 a 2 para o Náutico, em seguida contra a Seleção da Jamaica em Kingston, uma vitória de 0 a 1 e um empate de 0 a 0 e por último em Porto Príncipe contra a Seleção Haitiana de Futebol, dois em pates pelo placar de 1 a 1, encerrando a excussão com três vitória, quatro empates e uma derrota.
Ainda na Jamaica um jovem jogador da seleção local chamou a atenção da comissão técnica na época, se tratava de Allan Cole, que ainda em 1971 acertou com o Náutico sem custos. Contratado pelo Timbu, Allan logo agradou a imprensa e a torcida alvirrubra. A estreia foi no Estádio dos Aflitos. Diante do então “Esporte”, em um amistoso realizado em 28 de novembro de 1971, o empate em 1×1 acabou servindo para que o público conhecesse o mais novo e pitoresco reforço do Timbu. As pessoas que assistiam a partida viram o atacante jamaicano balançar as redes do goleiro Tobias. Entretanto, a empolgação com Allan Cole durou pouco. Com uma semana em Recife, o jogador não chegou aos acertos salariais com o Náutico, decidindo assim voltar à Jamaica. De acordo com o que era noticiado, o atleta pediu um valor pelo qual o Timbu não poderia pagar.
Porém, em janeiro de 1972, um telegrama reconectaria as histórias de Cole e do clube de Rosa e Silva. “Ontem, o centroavante jamaicano enviou uma carta na qual expressava sua vontade de regressar ao clube da Avenida Rosa e Silva, e inclusive provando que recusara uma proposta formulada pelo Arsenal de Londres, também interessado em seu concurso”, dizia a publicação do Diario de Pernambuco em 23 de janeiro daquele ano. Com a ajuda de torcedores do Náutico, que contribuíram financeiramente, o craque acertou seu retorno ao clube.
No entanto as coisas começaram a desandar novamente. Apesar de ser tratado como o grande trunfo do Alvirrubro para o campeonato nacional, o jamaicano não conseguiu corresponder às expectativas. Com a troca no comando do Timbu, resultados aquém do esperado no estadual e sofrendo com várias lesões, teve um segundo semestre apagado, com o Náutico sendo eliminado ainda na primeira fase do torneio. Em 1973, chegava ao fim o seu ciclo em Recife. Depois das férias, ao retornar de viagem de Kingston (havia ido ver a luta de boxe entre George Foreman e Joe Frazier), soubera que havia sido dispensado.

### Futebol, música, e religião
Allan Cole é, até hoje, considerado um dos maiores, se não o maior, nome do futebol jamaicano em toda história. Allan “Skill” Cole nunca escondeu o sonho de ser técnico da Seleção Jamaicana. Em 2010, recebeu uma placa do presidente da FIFA, Joseph Blatter, pela sua contribuição ao futebol jamaicano.
Desde adolescente, Alan Cole era grande amigo de Bob Marley, que tempos depois se tornaria o maior cantor jamaicano da história. Eles se conheceram em Nine Mile, uma vila situada na paróquia de Saint Ann, onde Marley nasceu. Até os 13 anos, o sonho de Bob era ser jogador de futebol. E quem o viu jogar, dizia que era bom de bola. Mas, na realidade esse foi o caminho do seu amigo Alan Cole que, ainda novo, mostrava muita habilidade no futebol.
Além da religião, Cole também dava muita importância à música. Ele foi empresário de Bob Marley. Allan Cole é creditado como co-autor de uma das músicas mais famosas do Rei do Reggae. "War", lançada em 1976, teve participação do atleta, que também compôs alguns hits durante sua estadia nos Estados Unidos. “Não sei dizer se minha música é tão boa quanto meu futebol, ou se meu futebol é tão bom quanto minha música. Os outros que o digam”, disse Allan em entrevista em 26 de novembro de 1971.
Adepto e praticante do Rastafári ou Rastafarianismo, que é um movimento religioso judaico-cristão surgido na Jamaica entre negros camponeses descendentes de africanos escravizados, sua escolha religiosa foi preponderante para encerrar sua passagem pelo Brasil, o exotismo que lhe era atribuído somado ao fato de não ter a simpatia do novo técnico, João Avelino, que inclusive criticou seu estilo “exótico” e diferente para os padrões da época, culminaram com o fim do seu contrato. Avelino se referiu principalmente ao cabelo estilo "Black Power", "Esse gringo com essa cabeleira, só serve para amistosos”, disse. Tranquilo, "Skill" Cole retrucou, em entrevista ao Diario em 30 de janeiro de 1973. “Os meus ninguém me obriga a cortá-los. É um costume de minha religião muçulmana, e que não posso deixar de desobedecê-la. Isso, eu nunca faria, nem mesmo que tivesse de deixar o futebol”, comentou Cole. No primeiro dia de fevereiro em 1973, Allan Cole rescindiu seu contrato com o Náutico.

## Títulos
Atlanta Chiefs
- North American Soccer League (NASL): 1968

Santos
- National Premier League: 1973/74

## Polêmica
O ex-atleta foi condenado pela justiça por um ano e meio por porte de maconha. Com o ex-jogador, foram encontrado 149 quilos da droga.